# Verontreinigingsklasse
Een verontreinigingsklasse is een klasse uit het Besluit bodemkwaliteit en betreft de mate van verontreiniging van baggerspecie. Ter vaststelling van de klasse van onderhoudsspecie wordt de te baggeren waterbodem onderzocht, bemonsterd, geanalyseerd en beoordeeld. 

## Onderzoek
Onderzocht wordt de kwaliteit van te verspreiden onderhoudsspecie afkomstig van oppervlaktewateren:
- in bebouwde gebieden, daaronder begrepen kassen- en industriegebieden;
- waar regelmatig beroeps- of pleziermotorvaart plaatsvindt;
- waar lozingen op plaatsvinden sinds de laatste keer baggeren;
- grenzend aan wegen met een verkeersintensiteit van meer dan 500 voertuigen per dag, tenzij het betreft bermsloten op een afstand van 15 meter en meer, waarop de wegriolering niet loost;
- met een oeverbeschoeiing, bestaande uit met gecreosoteerde olie behandeld hout;
- waarvan redelijkerwijs vermoed kan worden dat deze niet aan de toetsingswaarden voldoen.
- oppervlaktewateren die niet zijn aangegeven in een beheersplan als bedoeld in artikel 9 van de Wet op de waterhuishouding.

Onderhoudsspecie, afkomstig uit andere oppervlaktewateren, worden zonder onderzoek aangemerkt als onderhoudsspecie klasse verspreidbaar (geldt voor zowel voor verspreiding in oppervlaktewater als voor verspreiding op het aangrenzende perceel). 

## Bemonstering
Bij de bemonstering wordt van de gehele te baggeren laag een monster genomen volgens NEN 5742.
De bemonsteringsstrategie is afhankelijk van de resultaten van het uitgevoerde historisch onderzoek (conform NEN 5717). In de NEN 5720 zijn de diverse strategieën opgenomen. De steekmonsters worden zigzag over de watergang genomen om de representativiteit zo goed mogelijk te waarborgen.
De mengmonsters worden in het laboratorium samengesteld uit gelijke hoeveelheden uit elk van de gehomogeniseerde individuele steekmonsters. De te verwijderen onderhoudsspecie in een waterbodemcompartiment waaruit het mengmonster is verkregen wordt uiteindelijk ingedeeld in de klasse die is vastgesteld voor het mengmonster.

## Analyse
Analyses worden uitgevoerd door een onderzoekslaboratorium dat voor deze analyses is erkend door de Raad voor Accreditatie(AS3000 conform Kwalibo)of door een andere Europese laboratoriumaccreditatie-instelling, op basis van de Europese norm (NEN)-EN 45001. 
De volgende parameters worden ten minste onderzocht: 
- barium, cadmium, kobalt, koper, kwik, lood, molybdeen, nikkel en zink,
- 10 PAK
- minerale olie
- som pcb's
- organisch stofgehalte, lutumgehalte, fractie kleiner dan 16mm

## Beoordeling
Voor elk afzonderlijk compartiment van de waterbodem waarvan een mengmonster is genomen wordt de klasse-indeling van de te verwijderen onderhoudsspecie bepaald door de gemeten gehalten in het monster om te rekenen naar de gehalten in standaardbodem. De standaardbodem is een bodem met een organisch stofgehalte van 10% en een lutumgehalte van 25%.  
Per parameter wordt het gehalte vergeleken met de streef-, grens- en toetsingswaarden voor de standaardbodem zoals die zijn opgenomen in de bijlage bij het Besluit vrijstellingen stortverbod buiten inrichtingen. Op basis van deze vergelijking wordt voor elk van de geanalyseerde parameters bepaald in welke klasse het monster zich voor de betreffende parameter bevindt.
Afhankelijk van de beoogde toepassing zijn de volgende klassen volgens het Besluit bodemkwaliteit mogelijk:
- Verspreiden op aangrenzend perceel: vrij verspreidbaar, verspreidbaar op aangrenzend perceel, niet verspreidbaar
- Verspreiden in oppervlaktewater: vrij verspreidbaar, verspreidbaar in oppervlaktewater, niet verspreidbaar, nooit verspreidbaar
- Toepassen op of in bodem: vrij toepasbaar, klasse wonen, klasse industrie, niet toepasbaar, nooit toepasbaar
- Toepassing in oppervlaktewater: vrij toepasbaar, klasse A, klasse B, niet toepasbaar, nooit toepasbaar

## Bodemverontreiniging
In het algemeen geldt dat er sprake is van een geval van waterbodemverontreiniging als de interventiewaarde voor waterbodems wordt overschreden in meer dan 25 m³ baggerspecie. In dat geval is er een saneringsnoodzaak. De urgentie van sanering is afhankelijk van de actuele risico’s van de verontreiniging. Onderhoudswerkzaamheden waarbij baggerspecie vrijkomt waarbij de interventiewaarde niet wordt overschreden, vallen niet onder het saneringsregiem van de Wet bodembescherming, maar onder de regelgeving van de Wet milieubeheer.